# Diméthylargininase
La diméthylargininase est une hydrolase qui catalyse la réaction :
Nω,Nω-diméthyl-L-arginine + H2O  {\displaystyle \rightleftharpoons }  diméthylamine + L-citrulline.
Cette enzyme agit également sur la Nω-méthyl-L-arginine. Elle a pour effet de limiter l'accumulation de mono- et diméthylarginine résultant de la dégradation des protéines méthylées. Ceci est important car les méthylarginines sont notamment des inhibiteurs de l'oxyde nitrique synthase, et donc bloquent la production de monoxyde d'azote, d'où une vasoconstriction.